# HR-coating
Een HR-coating is een speciaal soort folie, dat wordt aangebracht op glas, om het glas betere eigenschappen te geven. In de huidige wereld van glas is de norm voor energieverlies tegenwoordig 1.1. Dit is een U-waarde. Hoe lager de U-waarde, hoe beter als het gaat om energiebesparing. Met een HR-coating op het glas te plaatsen wordt de waarde van U = 1.1 behaald. Met drievoudig glas kan men tegenwoordig reeds U = 0.5 bereiken. Op dit glas zitten dan 2 coatings. Buiten een HR-coating, bestaan ook zonwerende folies, zelfreinigende folies, geluidwerende folies en PVB-folie voor tussen veiligheidsglas